# Wongravee Nateetorn
Wongravee Nateetorn (วงศ์รวี นทีธร; nascido em 25 de junho de 1998), apelidado de Sky (em tailandês: สกาย), é um ator, cantor e modelo tailandês, conhecido por interpretar Pala na série de televisão Hormones em 2015. Ele ficou famoso após seu papel como Chalam na série My Ambulance (2019). Ele também é conhecido como Saint na série de televisão High School Frenemy (2024).

## Infância e educação
Wongravee nasceu em Ranong, Tailândia em 25 de junho de 1998. Ele se formou no ensino médio na Suankularb Wittayalai School. Para seu diploma de bacharel, Sky estudou na Universidade Thammasat na Faculdade de Artes Liberais.

## Carreira
Ele entrou na indústria do entretenimento a partir da competição Hormones The Next Gen em 2013. Depois de assinar com Nadao Bangkok, ele tem participado de vários dramas, como ThirTEEN Terrors (2014), Hormones: The Series (2015), Project S: Side by Side (2017) e My Ambulance (2019). Ele ficou na empresa até 2022, depois assinou com a GMMTV em 2023.

## Filmografia

### Cinema
| Ano  | Título             | Personagem | Notas                 |
| ---- | ------------------ | ---------- | --------------------- |
| 2022 | OMG! Oh My Girl    | Guy        | Papel principal       |
| 2022 | The Lost Lotteries | Tay        | Papel principal       |
| 2025 | Lilo & Stitch      | David      | Dublagem em tailandês |

### Séries de televisão
| Ano  | Título                         | Personagem                 | Notas            | Canal   |
| ---- | ------------------------------ | -------------------------- | ---------------- | ------- |
| 2014 | ThirTEEN Terrors               | Gap (Ep. 4)                | Papel recorrente | GMM 25  |
| 2015 | Hormones: The Series 3         | "Pala" Sutthiphonruedi     | Papel principal  | One31   |
| 2016 | I Hate You, I Love You         | Jo                         | Papel principal  | LINE TV |
| 2017 | Project S: Side by Side        | Dong                       | Papel principal  | GMM 25  |
| 2019 | Project 17: Side By Side       |                            | Papel convidado  | Youku   |
| 2019 | My Ambulance                   | Chalam                     | Papel principal  | One31   |
| 2024 | High School Frenemy            | "Saint" Thamnithit Nitiroj | Papel principal  | GMM 25  |
| TBA  | Mu-Te-Luv: Float Like a Dancer | Phayap Trisiriwimol        | Papel principal  | GMM 25  |
| TBA  | Wu                             | Niran                      | Papel principal  | GMM 25  |

### Aparições em videoclipes
| Ano  | Título           | Artista           | Gravadora   |
| ---- | ---------------- | ----------------- | ----------- |
| 2023 | "I Think of You" | Bright Vachirawit | RISER MUSIC |

### Webséries
| Ano  | Título                                  | Personagem | Notas           |
| ---- | --------------------------------------- | ---------- | --------------- |
| 2025 | The Racing Track เพราะเรา... สนามนี้ไม่มีแพ้ | Chef       | Friends of Grab |

## Discografia

### Singles

#### Como artista principal
| Ano  | Título              |
| ---- | ------------------- |
| 2021 | "คถ. (missing you)" |

#### Colaborações
| Ano  | Título                                        |
| ---- | --------------------------------------------- |
| 2025 | "แค่เรียกหา (Call My Name)" (com Nani Hirunkit) |

#### Aparições em trilhas sonoras
| Ano  | Título                                 | Álbum                      |
| ---- | -------------------------------------- | -------------------------- |
| 2024 | "ไม่ทิ้งกัน (Promise)" (com Nani Hirunkit) | OST de High School Frenemy |

## Prêmios e indicações
| Ano  | Associações                                                          | Categoria                                     | Nomeações                                                          | Resultado |
| ---- | -------------------------------------------------------------------- | --------------------------------------------- | ------------------------------------------------------------------ | --------- |
| 2017 | 9th Nataraja Awards                                                  | Melhor Ator Coadjuvante                       | Project S the Series: Side by Side                                 | Indicado  |
| 2017 | 9th Nataraja Awards                                                  | Melhor Elenco                                 | Project S the Series: Side by Side                                 | Indicados |
| 2018 | LINE TV AWARDS                                                       | Melhor Cena de Luta                           | Project S The Series: Side by Side (com Thanapob Leeratanakachorn) | Venceram  |
| 2020 | 2020 Maya Awards                                                     | Prêmio Especial - Estrela Masculina (Sao Nam) | My Ambulance                                                       | Indicado  |
| 2020 | 11th Nataraja Awards                                                 | Melhor Conjunto de Elenco                     | My Ambulance                                                       | Indicados |
| 2021 | Thailand Master Youth 3 - Youth Model Honour Award                   | Prêmio Estrela                                | Estrela, Atores                                                    | Venceu    |
| 2023 | 31st Suphannahong Awards (Thailand National Film Association Awards) | Melhor Ator                                   | OMG! Oh My Girl!                                                   | Indicado  |
| 2023 | 32nd Suphannahong Awards (Thailand National Film Association Awards) | Melhor Ator                                   | The Lost Lotteries                                                 | Indicado  |
| 2025 | Thailand Box Office Awards 2024                                      | Categoria de Séries: Ator do Ano              | High School Frenemy                                                | Venceu    |